# Francesco Casagrande
Francesco Casagrande (Firenze, 14 settembre 1970) è un mountain biker ed ex ciclista su strada italiano.
Professionista su strada dal 1992 al 2005, ottenne vittorie a Freccia Vallone, Milano-Torino, Clásica de San Sebastián (due volte), Tirreno-Adriatico e Tour de Suisse, e il secondo posto al Giro d'Italia 2000; fu anche ciclista numero uno al mondo al termine del 2000. Dal 2009 è attivo nel mountain biking, specialità marathon.
Anche i suoi fratelli Filippo e Stefano furono corridori professionisti.

## Carriera

### Gli esordi e i primi anni nel professionismo
Casagrande iniziò a correre in bicicletta in una società alla periferia di Firenze, l'US Itala di San Bartolo a Cintoia, per poi passare dilettante a inizio 1989 nella Casini-Vellutex di Casini (frazione di Quarrata), con cui rimase per tre stagioni e mezzo vincendo la classifica generale del Giro Baby nel 1991 e classiche toscane come il Gran Premio Ezio Del Rosso nel 1990 e il Giro del Montalbano nel 1992. Nel settembre 1992 fece il salto tra i professionisti con la maglia della Mercatone Uno-Zucchini-Medeghini diretta da Franco Gini.
Iniziò la carriera come specialista delle corse di un giorno e di brevi corse a tappe, vincendo numerose gare soprattutto del calendario italiano: nel 1994 Gran Premio Industria e Artigianato a Larciano, Giro di Toscana, Giro dell'Emilia e Milano-Torino, nel 1995 Giro dell'Appennino e Coppa Placci, nel 1996 Tirreno-Adriatico e due tappe e la classifica finale della Vuelta al País Vasco, nel 1997 Giro di Romagna. Ottenne anche piazzamenti, soprattutto nel 1997: in stagione concluse quarto alla Milano-Sanremo, sesto nella classifica finale del Tour de France e terzo al Giro di Lombardia.

### 1998-2000: le vittorie in Coppa, il podio al Giro e la vetta della classifica UCI
Nel 1998 lasciò la Saeco per passare alla francese Cofidis: durante l'anno vinse il Trofeo Matteotti e la Clásica San Sebastián, quest'ultima valida per la Coppa del mondo, centrando così il primo successo in Coppa. A fine 1998 fu rilevata la sua positività a due controlli antidoping svolti nell'aprile precedente, con anomalie nel parametro testosterone. Dimostrò che la positività era dovuta all'assunzione di un farmaco e fu squalificato per tre mesi dalla giustizia sportiva italiana, ma l'UCI si appellò al tribunale di Losanna, ottenendo il raddoppio della pena; scontò infine cinque mesi, dal 1º gennaio al 31 maggio 1999.
Rientrato alle corse nel giugno 1999 con la Vini Caldirola-Sidermec, vinse il prestigioso Giro di Svizzera e ottenne il bis di vittorie sia al Trofeo Matteotti che alla Clásica San Sebastián; in quell'autunno mise a segno numerosi podi, ma nessuna vittoria, nelle classiche italiane (che gli valsero la vittoria in Coppa Italia), e il quarto posto in volata ai campionati del mondo a Verona. Nella primavera del 2000 si aggiudicò la Freccia Vallone. Al Giro d'Italia subito seguente vinse la nona tappa sull'Abetone, indossando la maglia rosa. Riuscì a tenere il primato per undici giorni fino alla crono del Sestriere, quando venne scalzato da Stefano Garzelli: concluse il Giro al secondo posto della generale e si aggiudicò la maglia verde degli scalatori. Nella seconda parte di stagione vinse ancora la Coppa Placci e ottenne podi in diverse gare di Coppa del mondo (secondo alla HEW Cyclassics e al Giro di Lombardia, terzo al Campionato di Zurigo), piazzamenti che gli consentirono di concludere la stagione al numero 1 della classifica individuale mondiale UCI.

### 2001-2005: l'esclusione dal Giro, gli ultimi anni e il ritiro
Passato alla Fassa Bortolo per il 2001 con l'obiettivo di vincere il Giro d'Italia, vinse in preparazione il Giro del Trentino ma durante la prima settimana della "Corsa rosa" fu costretto al ritiro da una caduta. Nella seconda parte di stagione prese parte a diverse classiche, vincendo Coppa Agostoni e Trofeo Melinda e piazzandosi secondo nella Clásica San Sebastián. I primi mesi del 2002, con una preparazione di nuovo incentrata sul Giro d'Italia, videro Casagrande imporsi nella Settimana Internazionale di Coppi e Bartali e di nuovo al Giro del Trentino. Nella "Corsa rosa", dopo aver mantenuto il secondo posto in classifica per alcune tappe, fu squalificato al termine della quindicesima frazione per aver provocato la caduta del colombiano John Freddy García in uno sprint valido per la classifica dei Gran Premi della Montagna. Nel finale di stagione prese parte alla Vuelta a España, che concluse al settimo posto.
Nel 2003 si trasferì alla Lampre di Giuseppe Saronni. Al Giro d'Italia di quell'anno ottenne due podi parziali, rimanendo stabilmente nella "Top 10" insieme al compagno Raimondas Rumšas; dovette però ritirarsi durante la diciottesima tappa per problemi gastrointestinali, quando era sesto in classifica. Tra giugno e agosto vinse due tappe al Tour de Suisse, e per la seconda volta la Coppa Agostoni e il Trofeo Melinda. Nella prima metà del 2004 rimase spesso fermo per un'infiammazione al tendine di Achille. Rientrato alle corse, alla vigilia della Vuelta a España venne dichiarato "non idoneo" dopo i controlli ematici preventivi svolti dall'UCI, e per questo fermato per quindici giorni; chiuse la stagione con i podi al Giro dell'Emilia e alla Milano-Torino in maglia Vini Caldirola-Nobili Rubinetterie.
Lasciò il ciclismo professionistico il 2 maggio 2005, dopo alcuni mesi in gruppo con una nuova squadra, la Naturino-Sapore di Mare di Vincenzino Santoni. In quattordici stagioni vestì la maglia della Nazionale per undici volte tra Mondiali e Giochi olimpici.

### Dal 2009: l'attività nel mountain biking
Nel 2009 torna a correre, stavolta in mountain bike, con la ASD Cicli Taddei di Santa Croce sull'Arno, specializzandosi nel marathon. Nel 2017 è quarto ai campionati italiani di specialità, e viene convocato in Nazionale dal ct Mirko Celestino per la prova dei campionati del mondo di marathon a Singen. Nel 2018 e nel 2022 prende parte ai campionati europei di specialità; sempre nel 2022 vince la Costa degli Etruschi Epic, gara internazionale di classe 2, battendo il due volte campione del mondo Leonardo Páez.

## Palmarès

### Strada
- 1990 (dilettanti)

Gran Premio Ezio Del Rosso
5ª tappa Giro della Valle d'Aosta (Évian-les-Bains > Marignier)
- 1991 (dilettanti)

Trofeo Enzo Socchi
Classifica generale Giro Baby
- 1992 (dilettanti)

Gran Premio Città di Pistoia
Giro del Montalbano
Trofeo Alvaro Bacci
- 1993 (Mercatone Uno, una vittoria)

5ª tappa Giro di Puglia (Martina Franca > Martina Franca)
- 1994 (Mercatone Uno, sette vittorie)

Gran Premio Industria e Artigianato
Giro di Toscana
Cronoscalata della Futa-Memorial Gastone Nencini
2ª prova Trofeo dello Scalatore (Bedonia > Passo di Centocroci)
Giro dell'Emilia
Milano-Torino
Firenze-Pistoia
- 1995 (Mercatone Uno, cinque vittorie)

1ª tappa Giro di Calabria (Rosarno > Rende)
Giro dell'Appennino
Cronoscalata della Futa-Memorial Gastone Nencini
Coppa Placci
Firenze-Pistoia
- 1996 (Saeco, cinque vittorie)

Classifica generale Tirreno-Adriatico
2ª tappa Vuelta al País Vasco (Lasarte > Galdakao)
5ª tappa, 2ª semitappa Vuelta al País Vasco (Orio > Venta de Orio, cronometro)
Classifica generale Vuelta al País Vasco
3ª tappa Giro di Puglia (Gallipoli > Cisternino)
- 1997 (Saeco, due vittorie)

Giro di Romagna
3ª prova Trofeo dello Scalatore (Verbania > Premeno)
- 1998 (Cofidis, quattro vittorie)

1ª tappa Tour Méditerranéen
Trofeo Matteotti
Criterium d'Abruzzo
Classica di San Sebastián
- 1999 (Vini Caldirola, quattro vittorie)

9ª tappa Tour de Suisse (Nauders > Arosa)
Classifica generale Tour de Suisse
Trofeo Matteotti
Classica di San Sebastián
- 2000 (Vini Caldirola, quattro vittorie)

Freccia Vallone
9ª tappa Giro d'Italia (Prato > Abetone)
Subida a Urkiola
Coppa Placci
- 2001 (Fassa Bortolo, cinque vittorie)

1ª tappa Giro del Trentino (Arco > Lagundo Velloi)
Classifica generale Giro del Trentino (Tione di Trento > Passo Daone)
4ª tappa Route du Sud (Saint-Gaudens > Plateau de Beille)
Coppa Agostoni
Trofeo Melinda
- 2002 (Fassa Bortolo, quattro vittorie)

Classifica generale Settimana Internazionale di Coppi e Bartali
2ª tappa Giro del Trentino (Arco > Lagundo Velloi)
Classifica generale Giro del Trentino
5ª tappa Tour de Suisse (Meiringen > Meiringen)
- 2003 (Lampre, cinque vittorie)

4ª tappa, 1ª semitappa Euskal Bizikleta (Mungia > Deba-Itziar)
3ª tappa Tour de Suisse (Nyon > Saas-Fee)
5ª tappa Tour de Suisse (Ascona > La Punt)
Coppa Agostoni
Trofeo Melinda

#### Altri successi
- 1997 (Saeco)

Bologna (Criterium)
Campi Bisenzio (Criterium)
- 2000 (Vini Caldirola)

Classifica Gran Premi della Montagna al Giro d'Italia
Trofeo Bonacossa Giro d'Italia
Classifica UCI Road World Rankings
Firenze (Criterium)

### Mountain biking
- 2022[13]

Costa degli Etruschi Epic, Cross country marathon (Marina di Bibbona)

## Piazzamenti

### Grandi Giri
- Giro d'Italia

1993: 40º
1994: 22º
1995: 10º
1996: 31º
2000: 2º
2001: non partito (2ª tappa)
2002: squalificato (15ª tappa)
2003: ritirato (18ª tappa)
- Tour de France

1997: 6º
1998: ritirato (10ª tappa)
2001: ritirato (4ª tappa)
- Vuelta a España

1996: ritirato (11ª tappa)
2002: 7º
2004: non partito (1ª tappa)

### Classiche monumento
- Milano-Sanremo

1994: 34º
1995: 31º
1996: ritirato
1997: 4º
2000: 36º
2001: 23º
2005: 37º
- Liegi-Bastogne-Liegi

1994: 17º
1995: 5º
1996: ritirato
1997: 15º
1998: 4º
2000: 9º
2001: 4º
2002: 8º
2003: 5º
- Giro di Lombardia

1993: 36º
1994: 11º
1995: 7º
1996: 18º
1997: 3º
2000: 2º
2001: 23º
2002: 5º
2003: 46º
2004: 26º

### Competizioni mondiali
- Campionati del mondo

Stoccarda 1991 - In linea Dilettanti: 11º
Agrigento 1994 - In linea Elite: 16º
Duitama 1995 - In linea Elite: 12º
Lugano 1996 - In linea Elite: 29º
San Sebastián 1997 - In linea Elite: 13º
Verona 1999 - In linea Elite: 4º
Plouay 2000 - In linea Elite: 10º
Lisbona 2001 - In linea Elite: 40º
Hamilton 2003 - In linea Elite: 56º
- Campionati del mondo di mountain bike marathon[13]

Singen 2017: 94º
- Giochi olimpici

Atlanta 1996 - In linea: 32º
Atlanta 1996 - Cronometro: 19º
Sydney 2000 - In linea: 66º

### Competizioni europee
- Campionati europei di mountain bike marathon[13]

Spilimbergo 2018: ritirato
Jablonné v Podještědí 2022: ritirato

## Riconoscimenti
- Memorial Gastone Nencini nel 1994
- Giglio d'oro nel 1995, 1999 e 2000
- Mendrisio d'oro del Velo Club Mendrisio nel 2000
- Oscar TuttoBici della rivista TuttoBici nel 2000
- Premio Franco Ballerini nel 2024[14]